# Giuseppe Pellegrini (vescovo)
Giuseppe Pellegrini (Monteforte d'Alpone, 10 novembre 1953) è un vescovo cattolico italiano, dal 25 febbraio 2011 vescovo di Concordia-Pordenone.

## Biografia

### Ministero sacerdotale
È stato ordinato sacerdote, per la diocesi di Verona, il 2 giugno 1979.
Laureato in sociologia, dal 1979 al 1983 ha prestato servizio come vicario parrocchiale a Bovolone, ricoprendo anche l'incarico, dal 1983 al 1993, di assistente del seminario teologico.
Dal 1998 al 2000 ha collaborato con la Conferenza episcopale italiana per il Giubileo. Dal 1991 al 2006, gli viene affidata la docenza per la cattedra di Sociologia religiosa presso lo Studio Teologico "San Zeno" di Verona.
Nominato nel 2000 vicedirettore nazionale delle Pontificie opere missionarie e Assistente nazionale del Movimento giovanile missionario e vicedirettore dell'Ufficio nazionale di cooperazione missionaria, ricoprirà tali ruoli sino al 2006. Dal 2006 al 2008 dirige l'Ufficio nazionale delle Pontificie Opere Missionarie.
Nel 2004 viene nominato cappellano di Sua Santità, mentre tre anni dopo diviene vicario generale della diocesi di Verona.

### Ministero episcopale
Il 25 febbraio 2011 è nominato vescovo della diocesi di Concordia-Pordenone. Riceve la consacrazione episcopale il 26 marzo per l'imposizione delle mani del vescovo Giuseppe Zenti (co-consacranti i vescovi Ovidio Poletto, suo predecessore a Concordia-Pordenone, e Domenico Sigalini). Prende possesso della diocesi il 10 aprile dello stesso anno.
Il 29 maggio 2012 è nominato segretario della Conferenza Episcopale Triveneta.
Il 13 aprile 2017 indice la sua prima visita pastorale alla diocesi.

## Stemma
Nella parte destra dello stemma, richiamando al nome del vescovo, si trovano i simboli del pellegrino:
- il bastone;
- la conchiglia;
- una bisaccia vuota, che presenta il pellegrino come povero.

Nella parte centrale vi sono:
- cinque raggi con i colori missionari dei cinque continenti ;
- il Vangelo, con un contorno dorato, a rappresentare la regalità di Cristo, con le lettere greche Α ed Ω.

Nella parte sinistra, invece, troviamo raffigurati:
- i monti, su cui è adagiata la diocesi di Concordia-Pordenone;
- due fiumi, che fanno riferimento, all'Adige, che bagna il territorio della diocesi di Verona, e al Tagliamento, passante per la diocesi di Concordia-Pordenone;
- il mare, su cui si affaccia la diocesi di Concordia-Pordenone.

## Genealogia episcopale e successione apostolica
La genealogia episcopale è:
- Cardinale Scipione Rebiba
- Cardinale Giulio Antonio Santori
- Cardinale Girolamo Bernerio, O.P.
- Arcivescovo Galeazzo Sanvitale
- Cardinale Ludovico Ludovisi
- Cardinale Luigi Caetani
- Cardinale Ulderico Carpegna
- Cardinale Paluzzo Paluzzi Altieri degli Albertoni
- Papa Benedetto XIII
- Papa Benedetto XIV
- Papa Clemente XIII
- Cardinale Marcantonio Colonna
- Cardinale Giacinto Sigismondo Gerdil, B.
- Cardinale Giulio Maria della Somaglia
- Cardinale Carlo Odescalchi, S.I.
- Cardinale Costantino Patrizi Naro
- Cardinale Lucido Maria Parocchi
- Papa Pio X
- Cardinale Gaetano De Lai
- Cardinale Raffaele Carlo Rossi, O.C.D.
- Cardinale Amleto Giovanni Cicognani
- Cardinale Giovanni Benelli
- Cardinale Silvano Piovanelli
- Vescovo Flavio Roberto Carraro, O.F.M.Cap.
- Vescovo Giuseppe Zenti
- Vescovo Giuseppe Pellegrini

La successione apostolica è:
- Vescovo Livio Corazza (2018)